# 박용상
박용상(朴容相, 1944년 11월 29일)은 헌법재판소 제3대 사무차장 및 제5대 사무처장을 역임한 법조인이다.

## 생애
1944년 11월 29일에 태어난 박용상은 1963년에 서울고등학교, 1967년에 서울대학교 법학과를 졸업하면서 제8회 사법시험 합격해 1969년 12월 육군 법무관으로 군 복무를 하여 전역하였다.
1972년 7월 서울형사지방법원 판사, 1978년 9월 대법원 법원행정처 송무국 심의관, 1979년 12월 서울민사지방법원, 1981년 4월 서울고등법원에서 판사를 하다가 1982년 9월 대법원 재판연구관을 지내고 1983년 9월에 춘천지방법원 원주지원 지원장, 1984년 4월 방송위원회 위원, 1985년 9월 사법연수원 교수를 지냈으며 1988년 8월 서울민사지방법원 부장판사에 임명되었다. 1990년  12월에 방송위원회 위원에 지명되었다. 1991년 4월에 부산고등법원, 1993년 2월 서울고등법원으로 전보되어 재판장을 하였다.
1997년 2월에 헌법재판소 사무차장에 임명되었으며 2000년 10월에 헌법재판소 사무처장으로 승진하였다. 2002년 8월 국회공직자윤리위원회 위원장, 2009년 11월 NHN 네이버 뉴스캐스트 옴부즈맨위원회 위원장, 2010년 8월 중앙선거관리위원회 인터넷선거보도심의위원회 위원장과 네이버 서비스 자문위원회 자문위원장을 역임하였으며 2014년 4월에 임기 3년의 언론중재위원회 위원장에 임명되었다.